# Novolitovsk
Novolitovsk (en rus: Новолитовск) és un poble del krai de Primórie, a l'Extrem Orient de Rússia, que en el cens del 2010 tenia 695 habitants. Pertany al districte rural de Partizanski.